# 东北林肯郡
東北林肯郡（英語：North East Lincolnshire），英國英格蘭約克郡-亨伯林肯郡一擁有單一管理區地位的自治市鎮（borough），人口158,900（2006年估計），面積191.85平方公里，行政總部位於格里姆斯比（Grimsby）。
東北林肯郡東臨北海，西北、西南、東南被林肯郡包圍：西北與北林肯郡相鄰，西南與西林齊區相鄰，東南與東林齊區相鄰。東北林肯郡以南229公里（142英里）達英國首都倫敦，以西南43公里（27英里）達林肯郡郡治林肯。

## 地方沿革
1996年4月1日前，「東北林肯郡」這名稱並不存在，以下以「東北林肯地區」稱之。
《1888年地方政府法案》在1889年4月1日生效，東北林肯地區納入林齊郡（Lindsey）最北部，北邊對岸是約克郡。《1972年地方政府法案》在1974年4月1日生效，林齊郡被廢除，東北林肯地區改歸亨伯賽德郡管理。亨伯賽德郡下轄9個非都市區（non-metropolitan district）。1992年成立的英格蘭地方政府委員會（Local Government Commission for England）建議廢除亨伯賽德郡，把其中2個非都市區─克利索普斯區（Cleethorpes）、大格里姆斯比（Great Grimsby，1974－79年稱為「格里姆斯比」）合併成全新的單一管理區「東北林肯郡」，並獲Borough地位。此建議在1996年4月1日生效至今。
林肯郡既是非都市郡，又是名譽郡，而東北林肯郡是單一管理區。如將林肯郡看待為非都市郡，東北林肯郡不屬它的一部分；如將林肯郡看待為名譽郡，東北林肯郡行政上仍屬它的一部分。

## 政治
2005年5月5日舉行2005年英國大選後，Shona McIsaac、Austin Mitchell分別當選為東北林肯郡議員，兩人同屬工黨。

## 旅遊
克利索普斯（Cleethorpes）的「克利索普斯海岸輕鐵」（Cleethorpes Coast Light Railway）建於1948年。

## 地理

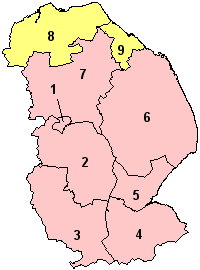
林肯郡行政區劃圖：
1. 林肯
2. 北凱斯蒂文區
3. 南凱斯蒂文區
4. 南霍蘭區
5. 波士頓區
6. 東林齊區
7. 西林齊區
8. 北林肯郡
9. 東北林肯郡

東北林肯郡東臨北海，西北、西南、東南被林肯郡包圍：西北與北林肯郡相鄰，西南與西林齊區相鄰，東南與東林齊區相鄰。東北林肯郡以南229公里（142英里）達英國首都倫敦，以西南43公里（27英里）達林肯郡郡治林肯。

## 氣候
| 克利索普斯        | 克利索普斯 | 克利索普斯 | 克利索普斯 | 克利索普斯  | 克利索普斯  | 克利索普斯  | 克利索普斯  | 克利索普斯  | 克利索普斯  | 克利索普斯  | 克利索普斯 | 克利索普斯 | 克利索普斯  |
| 月份              | 1月        | 2月        | 3月        | 4月         | 5月         | 6月         | 7月         | 8月         | 9月         | 10月        | 11月       | 12月       | 全年        |
| ----------------- | ---------- | ---------- | ---------- | ----------- | ----------- | ----------- | ----------- | ----------- | ----------- | ----------- | ---------- | ---------- | ----------- |
| 平均高温 °C（°F） | 6.9 (44.4) | 7.3 (45.1) | 9.5 (49.1) | 11.4 (52.5) | 14.6 (58.3) | 17.7 (63.9) | 20.1 (68.2) | 20.2 (68.4) | 17.7 (63.9) | 14.0 (57.2) | 9.9 (49.8) | 7.8 (46.0) | 13.1 (55.6) |
| 平均低温 °C（°F） | 1.6 (34.9) | 1.7 (35.1) | 3.1 (37.6) | 4.6 (40.3)  | 6.9 (44.4)  | 9.7 (49.5)  | 12.2 (54.0) | 12.2 (54.0) | 10.4 (50.7) | 7.4 (45.3)  | 4.1 (39.4) | 2.4 (36.3) | 6.4 (43.5)  |
| 来源：            |            |            |            |             |             |             |             |             |             |             |            |            |             |

日照時間（小時）
- 1月：61.1
- 2月：75.7
- 3月：105.4
- 4月：146.1
- 5月：201.1
- 6月：183.3
- 7月：200
- 8月：187.9
- 9月：138.6
- 10月：104.2
- 11月：69.3
- 12月：49.3
- 全年：1521.9